# Medborgarpartiet i Lerum
Medborgarpartiet i Lerum var ett lokalt politiskt parti som var registrerat för val till kommunfullmäktige i Lerums kommun. Partiet var representerat i Lerums kommunfullmäktige mellan 1988 och 1998.